# Gósol
Gósol là một đô thị trong tỉnh Lleida, cộng đồng tự trị Cataluña Tây Ban Nha. Đô thị Gósol có diện tích là 55,9 ki-lô-mét vuông, dân số năm 2009 là 225 người với mật độ 4,03 người/km². Đô thị Gósol có cự ly km so với tỉnh lỵ Lleida.